# Teutoburský les
Teutoburský les (ve standardizované podobě Teutonský les, německy Teutoburger Wald, či jen Teuto) je pás nízkých zalesněných vrchů ve spolkových zemích Dolní Sasko a Severní Porýní-Vestfálsko. V této oblasti se v roce 9 n. l. odehrála bitva v Teutoburském lese mezi germánskými kmeny a třemi římskými legiemi. Legie byly nakonec rozdrceny, což pro Řím znamenalo potupnou porážku. Až do 19. století byl zdejší horský hřeben nazýván Osning.